# Jakob Lakner
Jakob Lakner (* 1988 in Rostock) ist ein deutscher Jazzmusiker (Klarinetten, Tenorsaxophon, Komposition).

## Leben und Wirken
Lakner begann mit zwölf Jahren Klarinette zu lernen. Bereits als Jugendlicher spielte er in Klezmer- und Jazzbands. Nach dem Abitur studierte er an der Musikhochschule Lübeck bei Reiner Wehle klassische Klarinette, um dann bis 2016 ein Jazzstudium an der Hochschule für Musik und Theater München bei Michael Riessler, Gregor Hübner, Hector Martignon und Christian Elsässer zu verfolgen.
In München wurde er Mitglied der Monika Roscher Bigband, mit der er das Album Of Monsters and Birds für Enja einspielte. Mit dem Ensemble Yxalag, für das er auch komponierte, legte Lakner vier Alben mit osteuropäischer bzw. orientalischer Tanz- und Kammermusik vor. Mit dem Sextett Monaco Swing Ensemble, das auch mit Diknu Schneeberger und Mulo Francel auftrat, spielt er Gypsy-Jazz. Außerdem gründete er das Jazz-Quartett frigloob, in dem er freie Improvisationskonzepte mit den Grooves der Imaginären Folklore verbindet und beim Südtirol Jazzfestival in Bozen auftrat. Neben seiner Tätigkeit als Instrumentalist ist er auch als Arrangeur und Komponist, etwa im Bereich alpenländischer Volksmusik, tätig. Darüber hinaus kam es zu Aufnahmen mit dem Trio Capelli.
Lakner ist Preisträger des Kurt Maas Jazz Awards 2015.

## Diskographische Hinweise
- Yxalag: Filfarbike Mishpokhe (Klezmer Tales) (gpArts 2016)[5]
- Monaco Swing Ensemble: Solitude (Upstroke 2020, mit Jan Kiesewetter, David Klüttig, Daniel Fischer, Julia Hornung)